# Psilochilus mollis
Psilochilus mollis är en orkidéart som beskrevs av Leslie Andrew Garay. Psilochilus mollis ingår i släktet Psilochilus och familjen orkidéer.
Artens utbredningsområde är Ecuador. Inga underarter finns listade i Catalogue of Life.